# Jacob Bellens

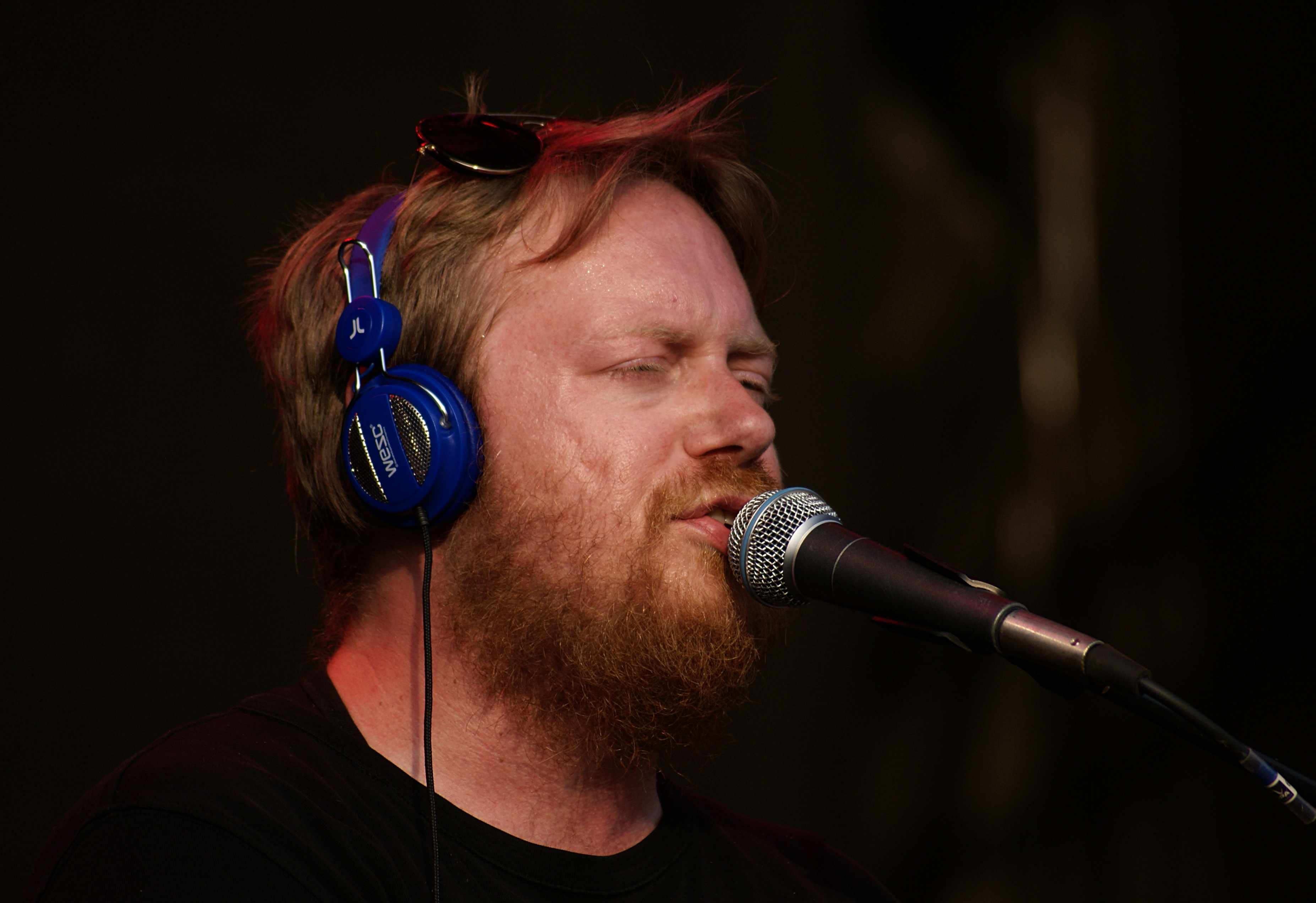
Jacob Bellens (2010)

Jacob Bellens (* 1979 in Nakskov) ist ein dänischer Singer-Songwriter.
Bellens wuchs in Sneslev auf. Im Alter von 13 Jahren begann er eigene Lieder zu schreiben. 2004 veröffentlichte er mit dem Projekt Livstrompet, das überwiegend mit elektronischen Samples arbeitete, ein erstes Album. Als Mitglied des Popduos Murder war er  zwischen 2006 und 2010 an weiteren drei Alben beteiligt. Er ist auch Sänger und Songwriter der Rockband I Got You On Tape, mit der er bislang vier Alben veröffentlicht hat.
2011 gewann Bellens den Kritikerpreis Steppeulven als „Sänger des Jahres“ und den renommierten P3Gold-Preis des nationalen dänischen Radios. Im November 2012 erschien mit The Daisy Age sein erstes Soloalbum. Produziert von Frederik Thaae kam im September 2014 das Album My Convictions auf seinem eigenen Plattenlabel A Spot in The Sun heraus. Im Februar 2016 folgte sein erstes internationales Album Polyester Skin. Es entstand in enger Zusammenarbeit mit dem dänischen Produzenten und DJ Kasper Bjørke.

## Diskografie
Alben
- 2012: The Daisy Age
- 2014: My Convictions
- 2016: Polyester Skin
- 2018: Trail of Intuition